# Oxapampa (província)
Oxapampa é uma província do Peru localizada na região de Pasco. Sua capital é a cidade de Oxapampa.

## Distritos da província
- Chontabamba
- Huancabamba
- Oxapampa
- Palcazu
- Pozuzo
- Puerto Bermúdez
- Villa Rica